# Ralph P. Shutt
Ralph P. Shutt (* 7. Dezember 1913 in der Schweiz; † 2. Februar 2001 in New York) war ein US-amerikanischer Physiker.

## Leben und Wirken
Shutt wuchs in Berlin auf, wo er an der Technischen Hochschule Berlin studierte und 1938 promoviert wurde. Er arbeitete schon in Berlin mit Nebelkammern, bevor er 1939 über die Schweiz in die USA ging (seine Mutter war jüdisch). In New York traf er Thomas H. Johnson (1900–1998), dessen Assistent am Swarthmore College er wurde. 1947 ging er mit Johnson ans Brookhaven National Laboratory (BNL), wo Johnson Leiter der Physik-Abteilung wurde. Shutt wurde dort Leiter der Nebelkammer-Gruppe.
Shutt wurde ein führender Physiker für die Teilchendetektion mit Nebelkammern und später Blasenkammern an den in den 1950er Jahren sich entwickelnden Teilchenbeschleunigern, zuerst dem Cosmotron am Brookhaven National Laboratory und dann am Alternating Gradient Synchrotron (AGS).
1953 entdeckte er am BNL, dass instabile Teilchen in Paaren erzeugt wurden (Assoziierte Produktion), was bald darauf zur Postulierung der Strangeness-Quantenzahl führte. 1954 wurde er Fellow der American Physical Society.
1993 erhielt er mit Robert Brian Palmer und Nicholas P. Samios den Panofsky-Preis. Sie erhielten den Preis für ihre Entdeckung des Omega-Minus Teilchens am BNL 1964, was eine wichtige Bestätigung des Quark-Modells war.
Später wandte er sich der Konstruktion supraleitender Magnete für Teilchenbeschleuniger zu.